# Eduard Platner (Politiker)
Eduard Platner (* 4. August 1894 in Witzenhausen; † 2. August 1980 in Kassel) war ein deutscher Politiker (CDU, später DP). Er gehörte dem Deutschen Bundestag von 1953 bis 1957 an. Ursprünglich für die CDU gewählt, trat er am 12. Dezember 1956 zur Deutschen Partei über. Er war der einzige für die CDU gewählte Bundestagsabgeordnete, der diesen Weg ging, während diverse DP-Parlamentarier zur CDU übertraten.

## Leben
Platner ging von 1907 bis 1914 auf ein Gymnasium in Hannoversch Münden und war in den folgenden vier Jahren Soldat im Ersten Weltkrieg eingesetzt. Von 1919 bis 1921 studierte er an der Georg-August-Universität Göttingen Jura, Volkswirtschaft und Philosophie und bestand auch im Anschluss beide juristischen Staatsexamen.  Bis zum Ende des Zweiten Weltkriegs arbeitete er von nun an als Rechtsanwalt und Notar.  Ab 1933 vertrat er häufig politische Angeklagte, die er als Strafverteidiger vor Gericht vertrat. Nach Ende des Zweiten Weltkriegs war er von 1945 bis 1948 Bürgermeister in Witzenhausen, danach wurde er zum Oberlandesgerichtsrat bestellt.

## Politik
Er gehörte von 1919 bis 1925 der Deutschen Demokratischen Partei an, in der er sich engagierte. Unter anderem gründete er in Göttingen eine Untergruppe der Partei. Er war von 1928 bis 1931 Mitglied der Deutschnationalen Volkspartei.
Platner wurde 1945 Mitglied der CDU. Als Mitgründer des Kreisverbandes Witzenhausen wurde er auch dessen erster Vorsitzender. Später wurde er zum Vorsitzenden des Bezirksverbandes Nordhessen gewählt und 1953 auch zum Vorsitzenden der CDU-Arbeitsgemeinschaft in Nordhessen. Später wurde er auch stellvertretender Vorsitzender der CDU in Hessen. Im Jahr 1953 zog Platner über die CDU-Landesliste Hessen in den Deutschen Bundestag gewählt. Während der laufenden Legislaturperiode trat er am 12. Dezember 1956 zur Deutschen Partei (DP) über und wurde dort am 14. März 1957 in die DP/FVP-Fraktion aufgenommen. Während viele Politiker nach dem Zweiten Weltkrieg von der DP zur CDU wechselten, war Platner der einzige, der aus der CDU austrat, um der DP beizutreten. Er war während seines Mandats bis Januar 1957 im Ausschuss für Geschäftsordnung und danach im Ausschuss für Beamtenrecht tätig. Nach der nächsten Bundestagswahl 1957 schied er aus dem Parlament aus.

## Veröffentlichungen
- Das Problem der Bodenwertabschöpfung. Düsseldorf 1968
- Der Kampf um das Privateigentum an Haus und Grund. Düsseldorf 1969